# Tiotepa
La Tiotepa es un agente alquilante compuesto de tres grupos etileneimina estabilizados por fijación a la base nucleofílica tiofosforilo.

## Usos
En la actualidad la Tiotepa se utiliza principalmente para regímenes de quimioterapia en dosis altas. Se ha usado por vía intravesical para el tratamiento de tumores residuales y como terapia adyuvante para la profilaxis del cáncer de vejiga superficial. También se ha utilizado por vía parenteral en el tratamiento paliativo del adenocarcinoma de mama y ovario. El fármaco puede usarse por inyección intracavitaria para controlar los derrames pleurales, pericárdicos o peritoneales causados por tumores metastásicos.
Se ha empleado un régimen preparatorio consistente de tiotepa-busulfan-fludarabina se ha asociado con una recaída reducida en pacientes con neoplasias hematológicas después de trasplantes haploidénticos y de sangre del cordón umbilical, sin embargo, sin un beneficio en la supervivencia.

## Mecanismo de acción
Tanto la tiotepa como su metabolito primario disulfurado, el Trietileno triofosforamida (la parte TEPA), en el que se convierte rápidamente por CYP hepática, forman enlaces cruzados con DNA. Después de la protonación del anillo de nitrógeno, se abren los anillos aziridina y originan una molécula reactiva.

## Farmacocinética
En humanos, la inyección intravenosa de tiotepa da como resultado un pico de concentración sanguínea en 5 minutos, y después de la administración intraperitoneal, la concentración plasmática máxima se alcanza en 25 minutos. La distribución del agente es rápida y va seguida de una eliminación rápida del compartimiento de plasma, con una vida media de 1 a 3 horas. El metabolito activo trietilen fosforamida se detecta en el plasma 5-10 minutos después de la inyección intravenosa, y persiste más tiempo en el plasma con una vida media de 3 a 21 horas. Tanto el tiotepa como el metabolito penetran en el fluido cerebroespinal.

## Efectos secundarios y adversos
En dosis estándar, la tiotepa causa pocos efectos adversos aparte de mielosupresión; también se utiliza para regímenes de quimioterapia en dosis altas, en los que causa toxicidad tanto en mucosas como en sistema nervioso central. Se han informado varios casos de leucemia después del tratamiento con tiotepa solo. Solo un estudio analítico se centró específicamente en el riesgo de cáncer por el uso de Tiotepa en humanos. Este estudio, que utilizó una metodología de control de casos dentro de una cohorte de mujeres tratadas por cáncer de ovario, encontró una fuerte asociación entre el riesgo de leucemia y el tratamiento con tiotepa con un riesgo relativo de 8.3 en el grupo de dosis más baja y 9.7 en el grupo de dosis más alta.
Se han producido eventos adversos neurológicos graves durante el tratamiento con regímenes de dosis altas de tiotepa en niños con tumores sólidos de alto riesgo.

## Uso en embarazo y lactancia
Embarazo
No se han publicado informes que describan daños embrión/feto causado por la Tiotepa. Sin embargo, el medicamento es un agente citotóxico polifuncional que está relacionado química y farmacológicamente con otro antineoplásico alquilante, la mostaza nitrogenada (mecloretamina). Además, los datos de reproducción animal sugieren que hay riesgo. Se contraindica en el primer trimestre. No se sabe si la Tiotepa cruza la placenta humana. El peso molecular (de alrededor de 189) es lo suficientemente bajo como para esperar que el agente pase al producto. El fármaco se ha utilizado durante el segundo y tercer trimestres en un paciente sin daño aparente en el feto.
Lactancia
No se han localizado informes que describan el uso de tiotepa durante la lactancia. El peso molecular es lo suficientemente bajo como para esperar la excreción del fármaco en la leche materna. Debido al potencial de toxicidad severa, incluidos tumores, en un lactante, las mujeres que reciben tiotepa no deben amamantar.

## Actualidad
Aunque la tiotepa ha sido reemplazada en gran parte por las mostazas nitrogenadas, todavía tiene usos específicos, particularmente como componente de los regímenes de quimioterapia de dosis altas experimentales. Se ha propuesto hacer estudios extensivos con el régimen TECAM, que consiste en etopósido, tiotepa, citarabina, ciclofosfamida y melfalán, para reemplazar regímenes con Carmustina.